# Michel Prévost
Pour les articles homonymes, voir Prévost.
Michel Prévost, né le 7 aout 1925 à Guizancourt, est un tireur sportif français, mort le 1er aout 2016 à Amiens.
Sa spécialité est la fosse olympique.

## Palmarès
- Champion d'Europe: 1966 en individuel (à Lahti);
- Champion d'Europe par équipes: 1954 (à Paris) et 1968 (à Namur);
  - Vice-champion d'Europe individuel: 1954 (Paris) et 1964 (Bologne);
  - Vice-champion d'Europe par équipes: 1952 (Rome) et 1967 (Brno);
    - 3e du championnat du monde par équipes: 1971 (à Bologne);
    - 3e du championnat d'Europe par équipes: 1958, 1962 et 1966;
- Champion de France: détails?..;
  -     - Participation aux Jeux Olympiques de 1956 (Melbourne - 14e) et de 1964 (Tokyo - 29e)[1].

## Récompenses
- Prix Claude Foussier de l'Académie des sports en 1966, pour son titre européen individuel.